# The Girl (musikalbum)
The Girl är det sjätte studioalbumet av den svenska sångerskan Charlotte Perrelli som släpps den 14 mars 2012. Första singeln blev Perrellis bidrag i den svenska melodifestivalen The Girl.

## Låtlista
1. "The Girl"
2. "Little Braveheart"
3. "Just Not Tonigh"t[4]
4. "In the Sun"
5. "Dark to the Light"
6. "Closing Circles"[5]
7. "No More Black & Blue"
8. "Any Love That Is Love"[6]

## Listplaceringar
| Lista (2012) | Topplacering |
| ------------ | ------------ |
| Sverige      | 7            |